# N Empat Aek Nabara
N Empat Aek Nabara is een bestuurslaag in het regentschap Labuhan Batu van de provincie Noord-Sumatra, Indonesië. N Empat Aek Nabara telt 969 inwoners (volkstelling 2010).